# Hornetjerichet
Hornetjerichet („Horus mit göttlichem Leib“) war ein Prinz der altägyptischen 6. Dynastie. Er war ein Sohn von Pharao Pepi I. und dessen Gemahlin Haaheru und starb wahrscheinlich schon in jungen Jahren.
Das Grab des Hornetjerichet befindet sich südlich der Pyramide seines Vaters, direkt neben der Königinnenpyramide seiner Mutter. Am Eingang ist Hornetjerichet zusammen mit seiner Mutter dargestellt. Das Innere des Grabes ist bisher noch nicht ausgegraben worden.